# Battaglia di Marj Dabiq
La battaglia di Marj Dābiq,, chiamata anche battaglia di Mercidabik dai Turchi, è stata una battaglia svoltasi tra i Mamelucchi e gli Ottomani a 44 km a nord di Aleppo (Siria) il 24 agosto 1516. Essa determinò l'inizio della supremazia degli Ottomani sui tradizionali domini del Cairo.

## Il contesto
Nel 1500 i Mamelucchi avevano subito una disfatta nel mar Rosso a opera dei Safavidi che regnavano allora in Persia e che si richiamavano all'Islam sciita. Nel 1511, il Sultano mamelucco al-Ashraf Qānṣūh al-Ghūrī ricevette l'aiuto militare degli Ottomani che gli inviarono cannoni, polvere da sparo ed equipaggi per difendersi nel mar Rosso. Lo stesso anno, Qānṣūh al-Ghūrī creò un corpo di archibugieri, chiamato «Quinto Corpo», reclutato al di fuori della tradizione mamelucca, tutta basata sull'uso delle cavallerie e per nulla propensa all'uso delle artiglierie e della polvere da sparo. I ritardi nel pagamento del soldo alle truppe mamelucche provocò ammutinamenti. I Mamelucchi accusarono (non senza qualche ragione) il loro Sultano di favorire le nuove reclute e di attingere alle casse statali a loro esclusivo profitto.
Nello stesso periodo i Portoghesi avevano aperto la rotta verso le Indie e la loro presenza nell'oceano Indiano rappresentava una concreta minaccia per l'Arabia e i Luoghi Santi dell'Islam di Mecca e Medina. I Mamelucchi, incaricati della loro sicurezza, non sembrarono più in grado di provvedere a tale compito.

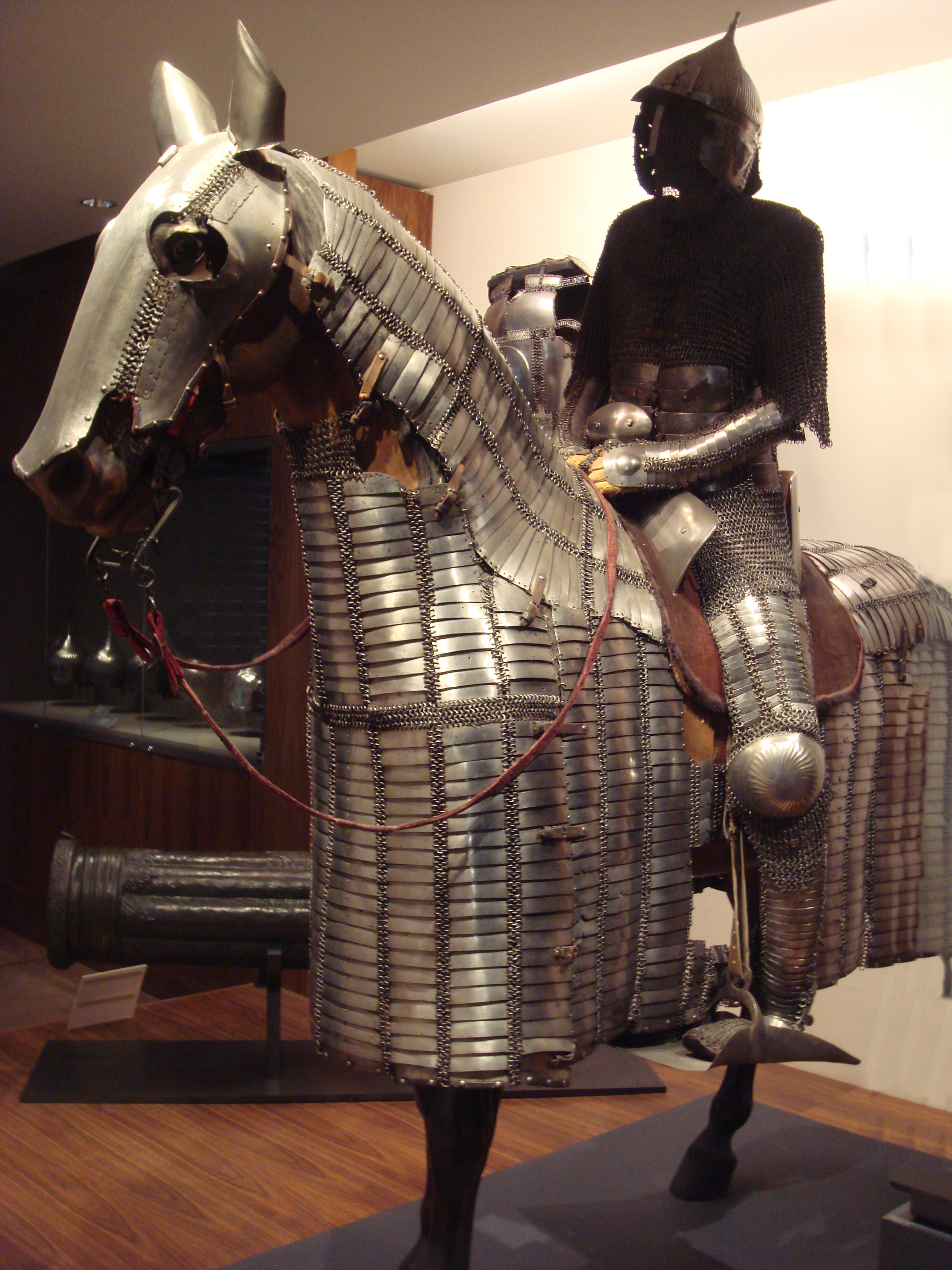
Un'armatura da cavaliere mamelucco dell'epoca.

Nel 1512, sul trono ottomano sedeva Selim I Yavuz. Nel 1514, la battaglia di Cialdiran contrappose gli eserciti del Sultano ottomano Selim I Yavuz a quelli dello Scià safavide Ismāʿīl I. I Mamelucchi non sostennero gli Ottomani che dettero dimostrazione del superiore grado di conoscenza dell'uso delle artiglierie, neglette invece dagli altri eserciti musulmani (ma anche cristiani). Dopo aver conquistato Tabriz, la capitale dei Safavidi, gli Ottomani dovettero ripiegare per timore dei geli invernali (le alte montagne dell'Azerbaigian determinavano anche allora climi particolarmente rigidi) e a causa di problemi logistici, vista la lontananza delle truppe dalle loro basi. Abbandonarono quindi le loro artiglierie a Tabriz.
Dopo questa battaglia, visto che l'Impero safavide non costituiva più una minaccia concreta, poté attaccare i Mamelucchi.
Nel maggio del 1516, il Sultano mamelucco al-Ashraf Qānṣūh al-Ghūrī si mosse dal Cairo per raggiungere Aleppo, nel nord della Siria. Vi arrivò il 10 luglio, dopo aver fatto sosta a Damasco, a Homs e a Hama. A Damasco, Qānṣūh al-Ghūrī effettuò un fastoso ingresso, esibendo la sua enorme ricchezza, in compagnia del Califfo abbaside. Ad Aleppo pose il suo tesoro al sicuro nella Cittadella. Preparava infatti questa spedizione da un anno circa, in previsione dell'attacco ottomano, visto che la Siria settentrionale era diventata la zona di frontiera tra i due Sultanati dal 1514.

## La battaglia
Il 20 agosto 1516, l'esercito mamelucco partì da Aleppo per disporre il proprio accampamento nella pianura a nord della cittadina. Il 25 agosto, Qānṣūh al-Ghūrī dispose l'esercito in ordine di battaglia. La prima fase dello scontro sembrò favorevole ai Mamelucchi, ma le giovani reclute restarono indietro, non mostrandosi troppo combattivi. Il governatore di Aleppo, Khayrbāk, comandante dell'ala sinistra, defezionò con tutte le sue truppe mentre gli Ottomani fecero con efficienza ricorso al loro volume di fuoco. Il Sultano Qānṣūh al-Ghūrī, che aveva 78 anni, morì sul campo. Il suo cadavere restò abbandonato sul posto.
Il 29 agosto gli Ottomani penetrarono nella Cittadella di Aleppo, abbandonata dal suo governatore mamelucco. Selim I s'impadronì del tesoro che il Sultano mamelucco vi aveva lasciato.
Il Califfo abbaside al-Mutawakkil III fu trattato con rispetto dal vincitore ma fu condotto imprigionato a Istanbul con tutti gli altri notabili mamelucchi.

## Conseguenze
Sul piano militare, l'uso delle armi da fuoco e dell'artiglieria divennero la regola nelle battaglie successive.

Sul piano politico, la supremazia ottomana fu affermata in modo incontrovertibile. La Siria, l'Egitto e gli altri domini mamelucchi entrano a far parte dell'Impero ottomano.

Sul piano religioso, il Califfato abbaside del Cairo è abolito e Selim I instaura di fatto il Califfato ottomano, che sarà proclamato solo dopo il Trattato di Küçük Qaynarce e che sopravviverà fino al 1924, quando sarà abolito da Mustafa Kemal Atatürk.